# Sase (Srebrenica)
Pour les articles homonymes, voir Sase.
Sase (en serbe cyrillique : Сасе) est un village de Bosnie-Herzégovine. Il est situé dans la municipalité de Srebrenica et dans la république serbe de Bosnie. Selon les premiers résultats du recensement bosnien de 2013, il compte 72 habitants.
Le monastère de Sase est situé sur le territoire du village.

## Démographie

### Répartition de la population par nationalités (1991)
En 1991, le village comptait 538 habitants, répartis de la manière suivante :

### Communauté locale
En 1991, la communauté locale de Sase comptait 1 128 habitants, répartis de la manière suivante :